# Olszowa Droga (wieś)
Olszowa Droga – wieś w Polsce, położona w województwie podlaskim, w powiecie monieckim, w gminie Goniądz.
W latach 1975–1998 miejscowość położona była w województwie łomżyńskim.
Wierni kościoła rzymskokatolickiego należą do parafii Matki Boskiej Anielskiej w Downarach.